# Empire Earth III
Az Empire Earth III, egy valós idejű stratégiai játék, melyet a Mac Doc Software fejlesztett.

## Új elemek
Új elemek az előző részhez, az Empire Earth II-höz képest: A játék sok új fegyvert és egységet tartalmaz, új, szabadabb hadjáratot, mely átvesz néhány elemet a Total War-ból, és ahelyett, hogy egyetlenegy történelmi korszakra összpontosítana, végigvezeti a játékost a történelmen. Az épületek megmaradnak a csata után, így az ellenség is felhasználhatja.

## Játékmenet
Három választható civilizáció: Nyugati, Közel-Keleti, Távol-Keleti. Minden nép változtatható a játékos kedve szerint. Nukleáris fegyverek is vannak, mint például a Nukleáris Ágyú.

## Fejlesztés
A fejlesztést 2007-ben kezdték el. A fejlesztők a Sierra Entertainment fórumán keresztül informálják a játékosokat a játékkal kapcsolatban.